# Sexuelle Gesundheit
Die sexuelle Gesundheit ist ein Begriff in der Sexualwissenschaft. Die sexuelle Gesundheit wurde von der WHO erstmals 1972 auf einer Fachkonferenz in einem Entwurf definiert. Während einer Fachkonferenz im Januar 2002 wurde eine neue Definition verabschiedet.
Die sexuelle Gesundheit wird von der WHO im Definitionsentwurf von 2002 umschrieben als „… der Zustand körperlichen, emotionalen, geistigen und sozialen Wohlbefindens bezogen auf die Sexualität und bedeutet nicht nur die Abwesenheit von Krankheit, Funktionsstörungen oder Schwäche.“
Die WHO schreibt hierzu weiterhin: „Sexuelle Gesundheit erfordert sowohl eine positive, respektvolle Herangehensweise an Sexualität und sexuelle Beziehungen als auch die Möglichkeit für lustvolle und sichere sexuelle Erfahrungen, frei von Unterdrückung, Diskriminierung und Gewalt. Wenn sexuelle Gesundheit erreicht und bewahrt werden soll, müssen die sexuellen Rechte aller Menschen anerkannt, geschützt und eingehalten werden.“
Die World Association for Sexual Health rief 2010 den 4. September als World Sexual Health Day aus.